# Даугирдас, Тадас
Та́дас Дау́гирдас (лит. Tadas Daugirdas, 10 марта 1852, Торбино, Новгородская губерния — 1 ноября 1919, Ковно) — литовский художник, археолог, краевед.

## Биография
Происходит из старинного литовского боярского рода. Учился в виленской Рисовальной школе И. П. Трутнева и позднее преподавал в ней. В 1870—1872 годах учился в Санкт-Петербурге, в 1872—1876 годах — в Мюнхене. С 1907 года жил в Ковне. Содействовал организации первой выставки литовского искусства Вильне (1907) и участвовал в деятельности Литовского художественного общества.
Значительную часть имущества потратил на археологические раскопки и собирание библиотеки (насчитывала, по устным воспоминаниям родственников, 200 тысяч томов). Занимался регистрацией памятников культуры, исследовал кладбища, могильники, курганы в различных местностях Литвы. С 8 февраля 1907 года работал консерватором Ковенского городского музея (действовавшего с 1898 года); с 23 января 1909 года его директор. Подарил музею свои коллекции археологических находок, предметов народного быта и произведений народного декоративно-прикладного искусства. Позднее собрания действовавшего до 1921 года городского музея стали частью коллекций Военного музея Витовта Великого и Музея М. К. Чюрлёниса в Каунасе.
В 1910—1914 годах участвовал в организации литовских художественных выставок в Ковне. Сотрудничал в периодических изданиях «Драугия» („Draugija“), «Вильтис» („Viltis“), «Летувос укининкас» („Lietuvos ūkininkas“), «Летува» („Lietuva“), «Венибе» („Vienybė“) и других.
В 1919 году стал председателем Государственной археологической комиссии.
Похоронен в Арёгале в родовой часовне Даугирдасов.

## Творчество

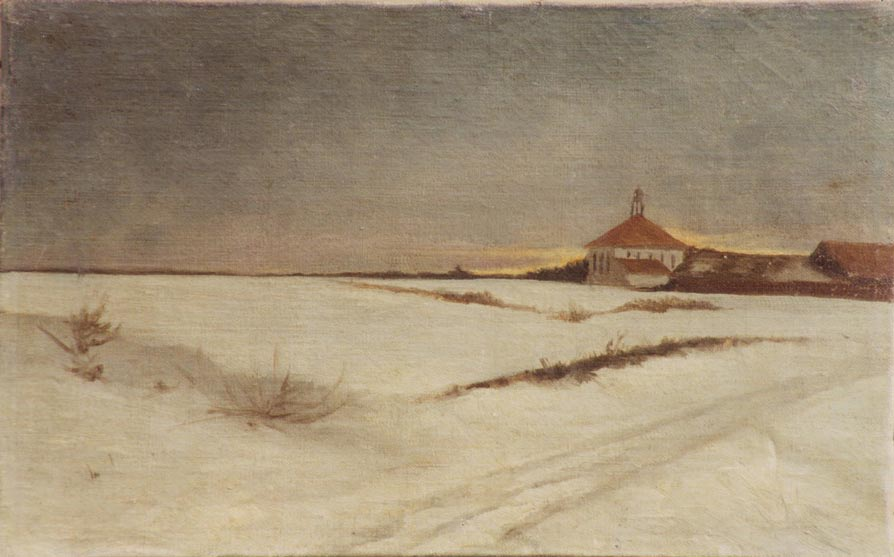
Зимний пейзаж

Писал пейзажи с символическим и аллегорическим подтекстом «На заре», «Дубисса», «Метель», «Двор». Создал несколько витражей и проектов витражей, в частности, для костёлов. Писал декорации, создавал костюмы для театральных постановок литовского общества «Дайна»; режиссировал спектакли. Декорировал дом в Ковне, в котором в 1910 году обосновался Майронис.
В 1917 году входил вместе с Йонасом Басанавичюсом и Антанасом Жмуйдзинавичюсом в комиссию, выработавшую проект литовского флага. Й. Басанавичюс предложил использовать цвета, чаще других встречающиеся в литовском народном текстиле. Руководствуясь этим предложением, художник А. Жмуйдзинавичюс подготовил проект с полосами красного и зелёного цветов, чаще других встречающихся в народных тканях. По предложению Т. Даугирдаса был введена полоса жёлтого цвета, символизирующего зарю. Проект был одобрен Советом Литвы 19 апреля 1918 года. Наиболее существенные черты проекта лежат в основе нынешнего Государственного флага Литвы.
Т. Даугирдас участвовал также в разработке Государственного герба Литвы, гербов городов Алитуса и других. Автор, вместе с Казисом Шимонисом, первых цветных литовских почтовых марок, отпечатанных в феврале 1919 года в Берлине.

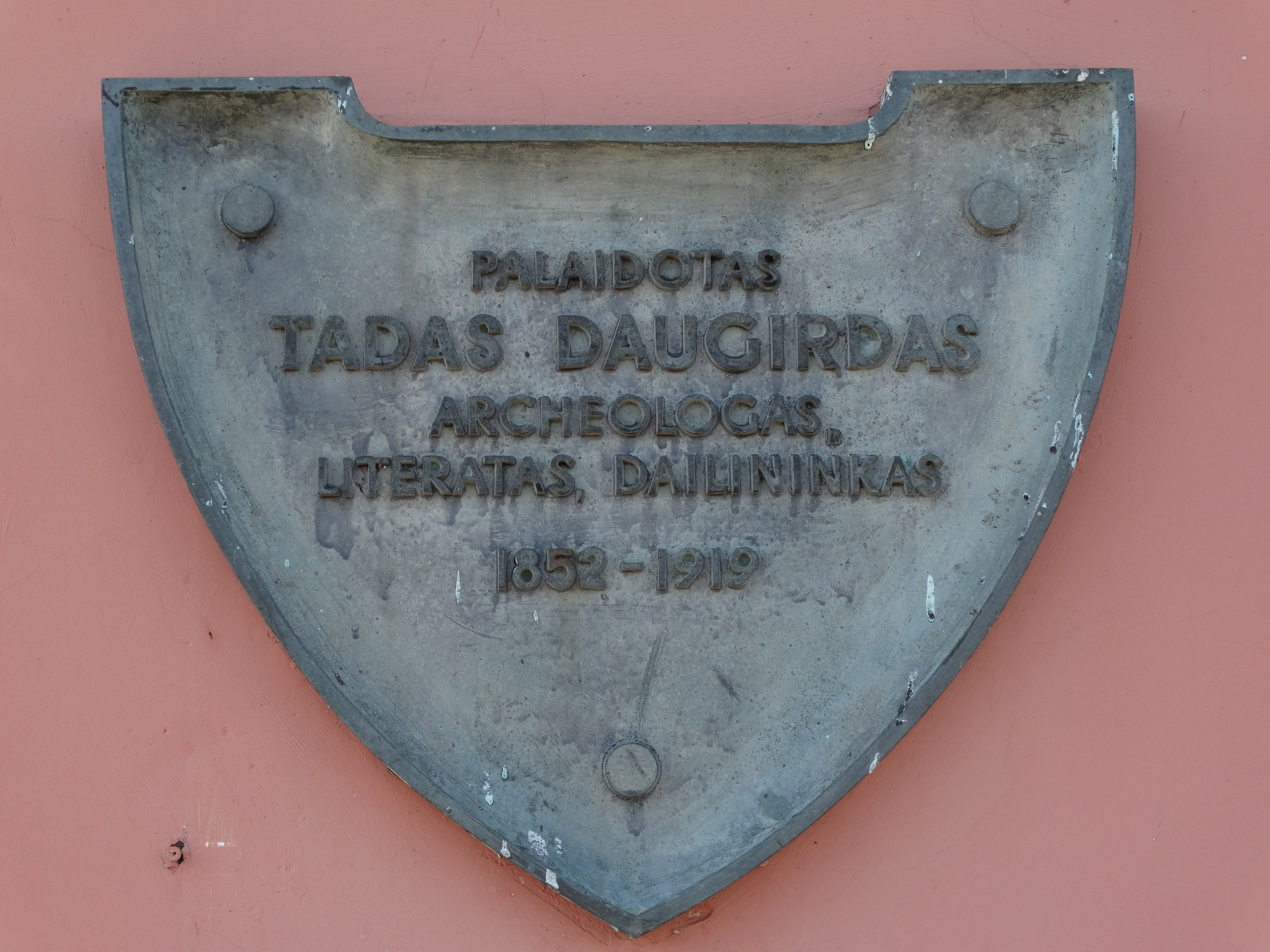
Памятная доска на стене часовни в Арёгале

## Память
Решением каунасского городского совета от 5 июня 1923 года улица Пранцишкону в Старом городе Каунаса названа его именем.
На доме, в котором жил Тадас Даугирдас в Каунасе в 1908—1919 годах, в 1978 году была открыта первая мемориальная таблица. В 1993 году на том же здании появилась новая мемориальная таблица (скульптор Витаутас Нарутис).